# Ain't Complaining
Ain't Complaining è il diciottesimo album di studio inciso dalla rock band inglese Status Quo, pubblicato per la prima volta nel giugno del 1988.

## Il disco
La pubblicazione del disco è inizialmente prevista per il mese di ottobre del 1987, col titolo di The Fighter. Tuttavia, a causa di alcune incaute esibizioni dal vivo nel Sudafrica dell'apartheid, si innescano delle feroci polemiche e la band (a pari di quanto già accaduto per altri artisti quali Queen, Black Sabbath, Rod Stewart, Elton John, Frank Sinatra e molti altri) viene inclusa in una blacklist di musicisti sgraditi alle Nazioni Unite.
Interviene anche la Vertigo Records che chiede agli Status Quo di approfittarne per meditare e rifinire al meglio le nuove incisioni. L'album viene pubblicato solo otto mesi dopo, nel giugno 1988, quando, in seguito ad una serie infinita di iniziative benefiche, il gruppo viene cancellato dalla lista nera e ufficialmente riabilitato.
Dopo i consensi ottenuti col precedente In the Army Now, l'album presenta la band all'apice delle contaminazioni pop, con suoni campionati e sofisticate sperimentazioni elettroniche. Il lavoro va al n. 12 UK e guadagna comunque il disco d'oro, ma sono in molti a ritenere che gli Status Quo, da sempre una della migliori rock band del Regno Unito, stavolta siano andati troppo oltre con l'uso dell'elettronica.
Singoli: Ain't Complaining (n. 19 UK), Who Gets the Love? (n. 34 UK), Burning Bridges (n. 5 UK).
Tra le bonus tracks della ristampa CD del 2006 è incluso anche il brano Running All Over the World (n. 17 UK), inciso dalla band per beneficenza a sostegno di Sport Aid.
La quarta traccia Another Shipwreck è in realtà cover di un brano composto dal tastierista Andy Bown, già inclusa nel suo album da solista Good Advice del 1979.
Col brano Burning Bridges gli Status Quo centrano per la trentottesima volta le charts britanniche dei singoli più venduti stabilendo un nuovo record. Il primato verrà con gli anni più volte ritoccato dalla stessa band (i singoli entrati in classifica ammontano oggi a più di sessanta).

## Tracce

### Lato A
1. Ain't Complaining - 4:39 - (Williams/Parfitt)
2. Everytime I Think of You - 3:48 - (Edwards/Rich/Paxman)
3. One for the Money - 4:51 - (Parfitt/Williams)
4. Another Shipwreck - 3:48 - (Bown)
5. Don't Mind if I Do - 4:40 - (Rossi/Edwards)
6. I Know You're Leaving  - 4:42 - (Fluitsma/Van Tijn)

### Lato B
1. Cross That Bridge - 3:30 - (John David)
2. Cream of the Crop - 4:02 - (Rossi/Frost)
3. The Loving Game - 4:23 - (Parfitt/Edwards/Rich)
4. Who Gets the Love? - 5:32 - (Williams/Goodison)
5. Burning Bridges- 4:19 - (Rossi/Bown)
6. Magic - 3:51 - (Rossi/Frost)

### Tracce bonus dell'edizione CD 2006
1. That's Alright - 5:07 - (Frost/Parfitt/Rossi)
2. Lean Machine - 4:31 - (Parfitt/Rossi)
3. Halloween - 4:23 - (Parfitt/Rossi/Williams)
4. The Reason for Goodbye - 4:45 - (Goodison/Parfitt/Rossi/Williams)
5. The Greatest Fighter - 2:58 - (Frost/Rossi)
6. Running All Over the World - 3:34 - (Fogerty)

## Deluxe Edition 2018
Il 28 settembre 2018, viene pubblicata la deluxe edition dell'album contenente tre CD.
Nel primo disco viene riprodotto fedelmente l'album del 1988, con il sound completamente restaurato e rimasterizzato.
Nel secondo CD sono inclusi, tra l'altro, tutti i brani incisi quali "lato B" dei singoli e le versioni "estese" dei singoli Ain't Complaining, Who Gets the Love?, Burning Bridges e Running All Over the World.
Il terzo CD comprende brani tratti da un concerto live tenuto presso la Wembley Arena di Londra il 7 luglio 1988.
Il libretto, oltre a varie foto del periodo di incisione dell'album, contiene delle ampie note illustrative redatte a cura di Dave Ling, critico della rivista musicale britannica Classic Rock.

## Tracce Deluxe Edition
CD 1
Contiene l'album originale del 1988, in versione restaurata e rimasterizzata.
1. Ain't Complaining - 4:39 - (Williams/Parfitt)
2. Everytime I Think of You - 3:48 - (Edwards/Rich/Paxman)
3. One for the Money - 4:51 - (Parfitt/Williams)
4. Another Shipwreck - 3:48 - (Bown)
5. Don't Mind if I Do - 4:40 - (Rossi/Edwards)
6. I Know You're Leaving  - 4:42 - (Fluitsma/Van Tijn)
7. Cross That Bridge - 3:30 - (John David)
8. Cream of the Crop - 4:02 - (Rossi/Frost)
9. The Loving Game - 4:23 - (Parfitt/Edwards/Rich)
10. Who Gets the Love? - 5:32 - (Williams/Goodison)
11. Burning Bridges- 4:19 - (Rossi/Bown)
12. Magic - 3:51 - (Rossi/Frost)

CD 2
Contiene tutti i brani incisi quali "lato B" dei singoli, le versioni "estese" dei singoli Ain't Complaining, Who Gets the Love?, Burning Bridges e Running All Over the World e altro materiale.
1. That's Alright - 3:33 - (Rossi/Parfitt/Frost) - Lato B del singolo Ain't Complaining
2. Lean Machine - 3:37 - (Rossi/Parfitt) - Lato B del singolo Ain't Complaining
3. Halloween - 4:59 - (Parfitt/Williams(Rossi) - Lato B del singolo Who Gets the Love?
4. The Reason for Goodbye - 3:55 - (Parfitt/Williams/Rossi/Goodison) - Lato B del singolo Who Gets the Love?
5. The Greatest Fighter - 3:58 - (Rossi/Frost) - Brano non incluso nell'album originale.
6. Running All Over the World - 3:33 - (Rossi/Young) - Pubblicato come singolo. Non incluso nell'album originale.
7. Ain't Complaining - 6:36 - (Parfitt/Williams) - Versione estesa, pubblicata come singolo
8. Who Gets the Love? - 7:11 - (Williams/Goodison) - Versione estesa, pubblicata come singolo
9. Rockin' All Over the World - 3:45 - (Fogerty) - Nuova registrazione del singolo già pubblicato nel 1977
10. Burning Bridges - 5:36 - (Rossi/Frost) - Versione estesa, pubblicata come singolo
11. Running All Over the World - 5:46 - (Fogerty) - Versione estesa, pubblicata come singolo
12. The Fighter (Stand Up and Fight Remix) - 4:20 - (Rossi/Frost)
13. The Fighter (Army Remix) - 4:02 - (Rossi/Frost)

CD 3
Include brani tratti da un concerto tenuto il 7 luglio 1988 presso la Wembley Arena di Londra.
1. Whatever You Want - 5:06 -
2. Little Lady - 3:07 -
3. Roll Over Lay Down - 6:16 -
4. Cream of the Crop - 4:17 -
5. Who Gets the Love? - 4:27 -
6. Hold You Back - 4:48 -
7. Don't Drive My Car - 5:05 -
8. Dirty Water - 4:00 -
9. In the Army Now - 4:18 -
10. Rockin' All Over the World - 3:38 -
11. Don't Waste My Time - 4:17 -
12. Bye Bye Johnny - 7:23 -

## Formazione
- Francis Rossi (chitarra solista, voce)
- Andy Bown (tastiere)
- Rick Parfitt (chitarra ritmica, voce)
- John 'Rhino' Edwards (basso, voce)
- Jeff Rich (percussioni)

## British album chart
| Posizione | 12 | 12 | 22 | 49 | 58 | 63 | uscito |